# Snejni (Rostov)
|  | Per a altres significats, vegeu «Snejni». |

Snejni (en rus: Снежный) és un poble (un khútor) de l'óblast de Rostov, a Rússia, que en el cens del 2010 tenia 121 habitants, pertany al districte de Dubóvskoie.